# Ляхнович Олександр Володимирович
Олекса́ндр Володи́мирович Ляхно́вич (1997—2023) — старший солдат збройних сил України, учасник російсько-української війни.

## Життєпис
Народився 17 жовтня 1997 року в місті Бар Вінницької області. Навчався в Барській школі № 1, потім у ліцеї для обдарованої молоді при Барському гуманітарно-педагогічному коледжі. Після закінчення якого вступив до Хмельницького національного університету. Проходив службу у 28-й бригаді.
Початок повномасштабного вторгнення зустрів в Польщі, і одразу повернувся в Україну що стати до лав української армії.
Був розвідником у 53-й механізованій бригаді.
Загинув 9 березня 2023 року.

## Нагороди
- Орден «За мужність» III ступеня[1].
- Недержавна медаль «Захисник рідної землі».